# Chachapoyas
Chachapoyas – jedno z najstarszych peruwiańskich miast, położone na wysokości 2300 m n.p.m. Założone w 1538 przez Alonso de Alvarado, kapitana Francisca Pizarra. Miejscowość charakteryzuje się wąskimi ulicami, drewnianymi balkonami i fontannami pochodzącymi z XVII-XVIII wieku.
W miejscowości Chachapoyas urodził się w 1825 roku Toribio Rodríguez de Mendoza, wychowawca generacji patriotów – twórców Republiki Peru. Urodził się w niej również Hernán Rengifo Trigoso, reprezentant Peru i piłkarz Lecha Poznań.

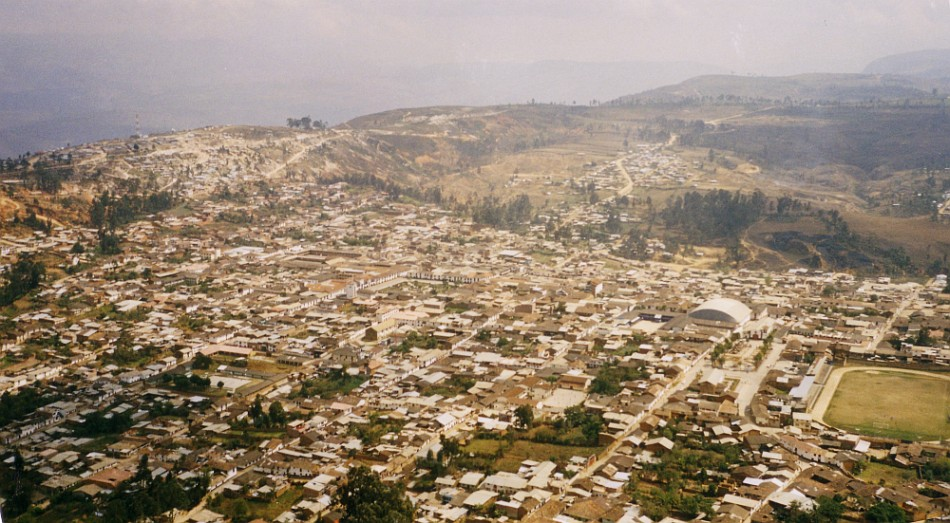
Widok na miasto z lotu ptaka

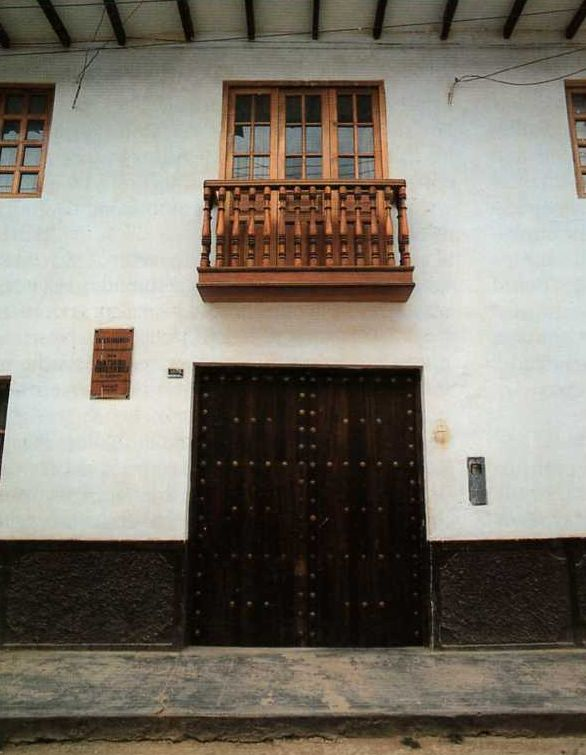
Dom rodzinny Rodrígueza de Mendozy

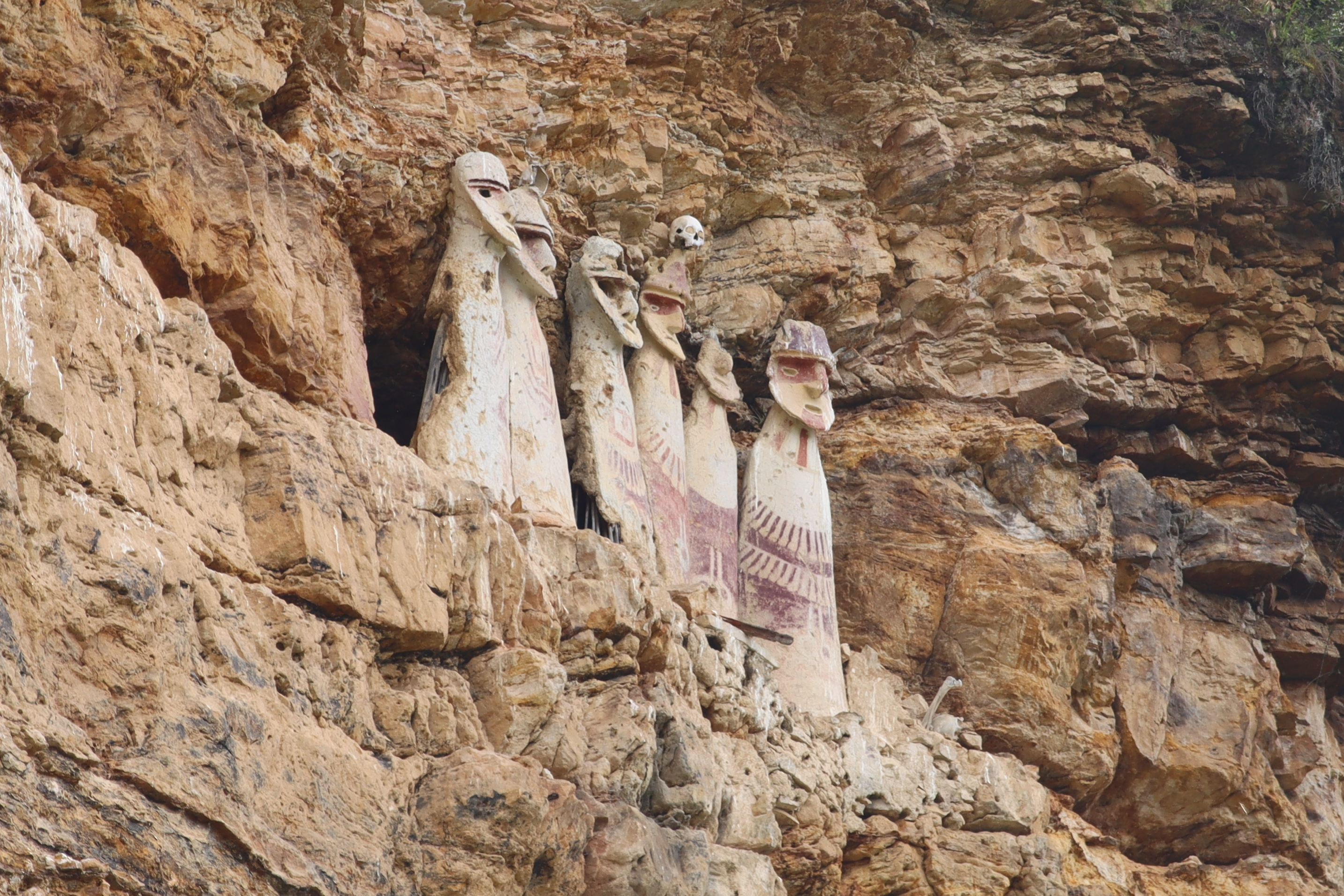
Sarkofagi Karajia (Chachapoyas, Peru)